# Hitman (film)
Hitman (히트맨?, HiteumaenLR), noto anche con il titolo internazionale Hitman: Agent Jun, è un film del 2020 scritto e diretto da Choi Won-sub, ispirato al videogioco Hitman, uscito in vari capitoli a partire dal 2000.

## Trama
Jun, celebre sicario e agente segreto, dopo aver lasciato la sua vita piena d'azione si reinventa autore di fumetti; l'uomo basa le storie sulle esperienze del suo precedente "lavoro", ma questo riporta sulle sue tracce alcuni suoi vecchi nemici.

## Distribuzione
In Corea del Sud la pellicola è stata distribuita dalla Lotte Cultureworks, a partire dal 22 gennaio 2020.